# 怪物猎人Online
《怪物猎人Online》（簡稱“MHO”或“MHOL”）是一款多人線上動作角色扮演遊戲，由怪物猎人系列开发商CAPCOM提供授权与技术支持，中国大陆的腾讯游戏操刀制作，采用CryENGINE 3游戏引擎开发。

## 运营
- 2013年4月11日，官网开放。[3]

- 2013年6月28日，第一次封测。[4][5]

- 2013年10月24日，第二次封测。[6]

- 2014年5月30日，第二次封测。[7]

- 2015年4月21日，删档内测。[8]

- 2015年11月27日，不删档内测。[9]

- 2015年12月17日，不限号内测。[10]

- 2016年12月21日，公测。[11]

- 2019年4月9日，宣布游戏将于同年12月31日停服。[12]